# Apen (Adelsgeschlecht)

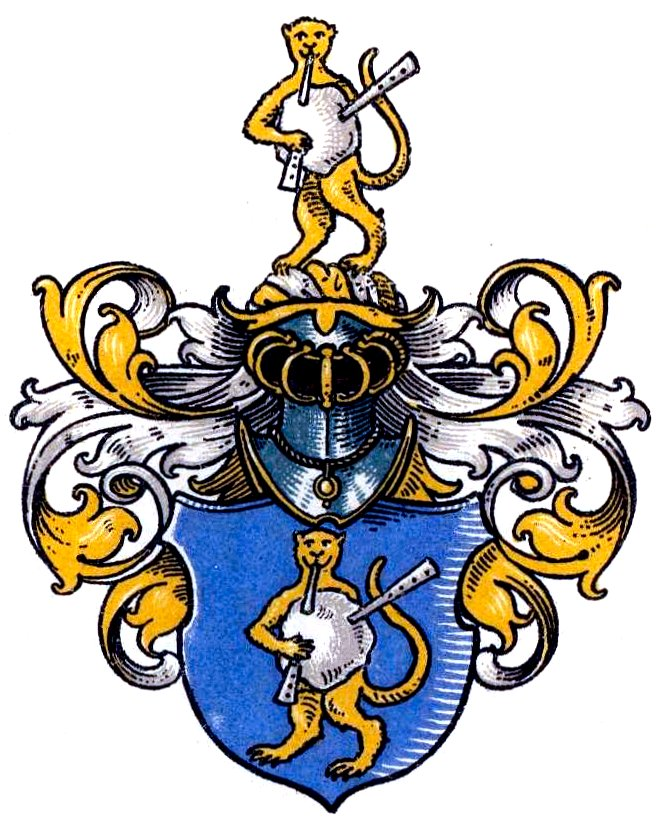
Stammwappen derer von Apen

Die Herren von Apen waren ein westfälisches Adelsgeschlecht.

## Geschichte
Der Stammsitz des Geschlechts, Haus Aphoff an der Emscher, lag nahe bei Haus Mengede in Mengede, einem Dortmunder Stadtteil und Stadtbezirk. Bereits 1457 gehörte Haus mit einem Bergfried, Fischereien und Wällen den auf Haus Mengede sitzenden Herren von Mengede.
Es wird vermutet, dass dieses westfälische Geschlecht derer von Apen eines Stammes war mit einem gleichnamigen Geschlecht auf Haus Apen in Apen in der Grafschaft Oldenburg. Das oldenburgische Geschlecht derer von Apen lässt sich urkundlich erstmals für das Jahr 1233 nachweisen. Noch 1542 lebte ein Herbord von Apen. 1530 war dieser Vogt zu Burg Burgforde. In demselben Jahrhundert starben die oldenburgischen Apen aus.

## Wappen
Das westfälische Geschlecht derer von Apen führte in Blau einen goldenen Affen, der auf einem silbernen Dudelsack bläst. Auf dem Helm mit gold–silbernen Decken und Wulst der Affe.
Das oldenburgische Geschlecht dagegen führte im Wappen einen sitzenden Affen, der einen Spiegel in der Pfote hielt.